# 아우구스토 피노체트
아우구스토 호세 라몬 피노체트 우가르테(스페인어: Augusto José Ramón Pinochet Ugarte, 1915년 11월 15일 ~ 2006년 12월 10일)는 1973년부터 1990년까지 칠레의 대통령을 지낸 칠레의 정치인, 독재자, 군인이다. 그의 정권 하에서 권위주의적, 강압적 신자유주의에 근거한 경제정책 및 사회정책이 시행되었다.

## 개요

### 군부 독재
피노체트는 세계 역사 처음의 선출된 사회주의 정부인 살바도르 아옌데 정권을 쿠데타로 붕괴시킨 1973년 9월 11일부터 1990년 3월 11일의 대통령 선거까지 칠레를 지배한 군부 독재자였다. 실제로 피노체트 독재시절의 축구 경기장은 양심수들이 학살당한 뒤에 화장되는 반인륜적인 만행의 장소였다.

### 경제 정책
다국적 기업들과 자본주의 강대국은 칠레에 대한 경제 투자를 끊기 시작했다. 이러한 결과 1972년에 칠레 에스쿠도화의 인플레이션율은 140%에 이르렀다. 1971년과 1973년 사이에 평균 실질 GDP는 1년마다 -5.6%씩 수축되었고 정부 예산 적자는 치솟고 외환보유고는 떨어졌다. 물가는 상승하는데 정부는 가격 통제를 강제하면서 상점에서 생필품은 사라지고 쌀, 콩, 설탕, 밀가루의 지하 시장이 늘어났다. 아옌데 정부는 국제 채권자와 외국 정부에 채무 디폴트를 선언했다. 또 임금을 인상하는 동시에 모든 물가를 동결했다. 지주, 고용주, 사업가, 운송 연합, 그리고 일부 공무원과 전문 노조들이 이 정책에 강하게 반발했다. 우파에서는 국민당과 로마 가톨릭 교회(1973년 교육 정책으로 인해 불만을 샀다.)이 반대했으며 나중에는 기독교 민주당도 가담했다. 해외 다국적 기업, 미국 정부와 갈등이 고조되고 있었다.
1970년에서 1971년 동안 아옌데는 수차례 임금을 인상했으나 칠레 법정통화의 인플레이션 때문에 무용지물이었다. 프레이 대통령 시대에도 물가가 상승해왔지만(1967년부터 1970년까지 27% 상승) 1972년 8월 한 달에만 기본 소비재 가격이 190에스쿠도에서 421에스쿠도로 120%나 치솟았다. 1970년에서 1972년 사이 아옌데가 집권할 때 수출은 24%나 떨어지고 수입은 26%가 상승했으며 식량 수입은 149%에 달했다. 명목 임금은 오르고 있었지만 생활 수준은 나아지지 않았다. 세계에서 처음으로 사회주의 정부가 민주선거로 등장했다는 사실에 두려움을 느낀 미국이 구리 가격을 크게 떨어지게 하면서 칠레 경제는 더 어려워졌다. 실제로 구리는 칠레의 가장 중요한 수출품이었는데(칠레 수출의 절반 이상이 이 자원 하나에서 나왔다.), 국제 시장에서 구리 가격이 떨어지면서 수출 소득이 떨어졌다. 국제 구리 가격이 칠레에 불리하게 요동치면서 1971-72년 칠레 경제에 악영향을 끼쳤다. 1970년 톤당 66$에 이르던 구리 가격은 1971-72년에는 겨우 48-9$로 곤두박칠 쳤다.
피노체트는 쿠데타 이후, 시카고대 출신을 중심으로 이루어진 칠레 경제학자들('시카고 보이즈')의 의견을 받아들여 자유지상주의적 경제정책을 펼쳐, 국영 기업과 광산 등의 민영화, 규제 철폐, 무역 장벽 해소 등에 집중했으며, 노벨 경제학상 수상자인 밀튼 프리드먼 등에게 '칠레의 기적' 이라 칭송받았다.
칠레의 실업률은 1980년대 당시 위기를 겪으면서 20%대로 급상승했다. 이것이 1980년대 피노체트 정권 말년에는 10% 밑으로 겨우 회복되었고, 민주화 이후 1990년대 중반에 6%대로 내려갔다가 10%대로 급증했다. 칠레의 인플레이션율은 아옌데가 퇴진한 1973년 당시 약 500%에 달하던 수치에서 점차 하락하여 1980년대 위기 직전까지는 10% 이하로 내려갔다가 위기를 겪으면서 잠시 20% 상승했고 여기서 다시 회복되는 형태를 보였다.

### 미국의 지원 의혹
1970년 세계 최초로 선거를 통한 살바도르 아옌데의 사회주의 정권이 등장하자 미국이 친미 정권 수립을 위해 칠레 쿠데타 세력을 지원했다는 비판도 있는데, 빌 클린턴 정부 시절에 비밀 해제된 미국 정부의 문서들에 미국이 살바도르 아옌데 정권의 초기부터 전복을 바라고 있었다는 기록이 나오긴 하지만, 쿠데타에서의 미국의 직접적인 개입은 공개된 문서들로는 증명되지도 부정되지도 않는다. 이 사안과 관련된 상당수의 문서들은 아직도 비밀로 분류되어 있다. 한편, 미국의 CIA에서 과거의 기록과, 과거 요원들과의 인터뷰 등을 검토한 조사 결과에 따르면 "(CIA는) 피노체트가 대권을 취하도록 돕지 않았다"고 하며, 2000년 11월의 백악관의 보도 자료에 따르면 "이 당시 미국 정부가 허락한 활동들이 칠레의 정치적 분열을 악화시켰으며, 칠레의 오랜 민주 선거 역사에 영향을 끼쳤다."고 한다.
피노체트의 장례식은 칠레 대통령의 거부로 국장으로 치러지지 못하였으며, 칠레 사관학교에서의 장례식에서는 피노체트 지지 세력과 반대 세력이 충돌하기도 했다.

## 피노체트 정권

### 군사 독재
피노체트의 군사 독재는 '피의 독재'라는 별명이 붙었다.
칠레 정부의 과거사 조사 결과에 따르면 피노체트의 17년간의 강압적인 군사독재로 약 3,197명에 이르는 사망자가 발생했으며 고문 피해자도 수 만 명에 달한다. 또한 행방을 알 수 없는 실종자도 1,197명에 달한다.피노체트 군사독재정권 당시 탄압당한 사람들은 칠레 공산당과 칠레 사회당 등의 좌익 정당 인사, 군사독재에 반대하여 결성된 공산주의 게릴라 조직인 '애국전선' 용의자와 그들의 동조자, 살바도르 아옌데 정권 당시 공직 역임자 등이다.

### 민주화 운동과 독재 정권의 종식

#### 칠레 교회와 유대교의 민주화운동
피노체트의 군사독재 당시 칠레 로마 가톨릭교회는 교우들이 독재 정권에 의해 살해당하자, 1973년 10월 정의평화위원회를 구성하여 민주화 운동에 참여하였다. 당시 정의평화위원회에는 로마 가톨릭교회 이외에도 유대교, 정교회, 개신교(감리교 등)에서도 참여했다. 7명의 로마 가톨릭교회 사제들이 순교할 정도로 평화위원회는 독재 정권의 큰 탄압을 받았으며, 지도자로 활동하던 추기경도 피노체트 독재 정권으로부터 붉은 추기경(Red Cardinal)이라는 비판을 받을만큼 미움받았다.

#### 민중들의 투쟁
칠레 민중들은 민주주의를 요구하는 시위를 벌였으나 당시 목격자들이 '눈뜨고는 볼 수 없다'고 할 정도로 미군과 마피아를 동원하여 미국을 등에 업고 가혹한 국가폭력으로 진압당했다. 민중들의 거센 민주화 요구로 마지못해 선거가 치러졌을 때에 반 피노체트 진영에서는 텔레비전 광고와 토론 프로그램 참여 등으로 피노체트 독재 정권의 언론의 자유 통제로 감추어졌던 인권 탄압 문제를 부각시켰으며, 그동안 그를 지지했던 미국도 등을 돌리게 된 건 물론 유권자들도 피노체트에게 표를 주지 않는 비폭력저항을 벌여, 결국 피노체트는 권좌에서 물러나 영국으로 망명했다.
영국으로 망명할 수 있었던 것은 포클랜드 전쟁 당시 포클랜드 제도가 아르헨티나 영토가 되는 것을 못마땅해 한 나머지 영국 편을 들며 영국 해군에게 자국의 영공을 개방하며 군수물자까지 조달해서 도와줬으며 그 결과 포클랜드 전쟁에서 영국이 승리하는 데에 결정적인 역할을 했기 때문에 마가렛 대처 영국 총리의 비호를 받아서이다. 영국 정부는 피노체트가 망명 오자 귀빈으로 대우했다.

## 퇴임 이후

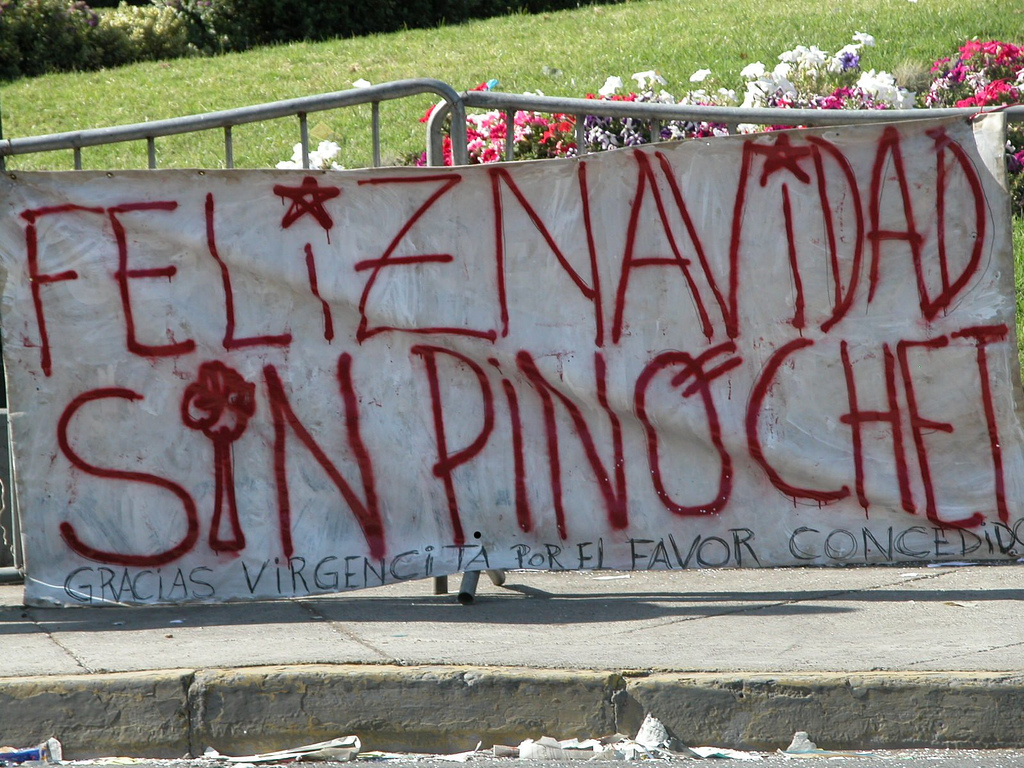
"메리 크리스마스, 피노체트 없이!", 2006년에 칠레 산티아고에 내걸린 현수막.

1991년 선거로 권좌에서 물러난 그는 런던에서 요양을 하던 1998년 10월, 영국 사법 당국에 체포되었다. 그 동안 영국 정부의 비호를 받고 있었으나 1997년 토니 블레어가 영국의 총리로 취임하자 영국의 이해관계 여부와는 상관없이 군사독재를 척결하는 차원에서 피노체트를 처벌하기로 했다. 군부 독재로 고통받은 피해자 중에는 피노체트 군사독재정권을 비판한 스페인 사람에 대한 납치사건 80건도 포함되어 있었고, 그 때문에 스페인 정부가 국제 수배령을 내렸기 때문이다.
그는 2000년 3월 건강 사유로 석방되어 칠레로 귀국했다. 칠레 사법부는 독재자를 반드시 처벌한다는 신념에 따라 그를 가택 연금했으며, 약 300여 건의 국가범죄로 기소했으나 2006년 갑작스러운 사망으로 사법적인 처벌은 행해지지 못했다.

## 마지막 생애와 죽음

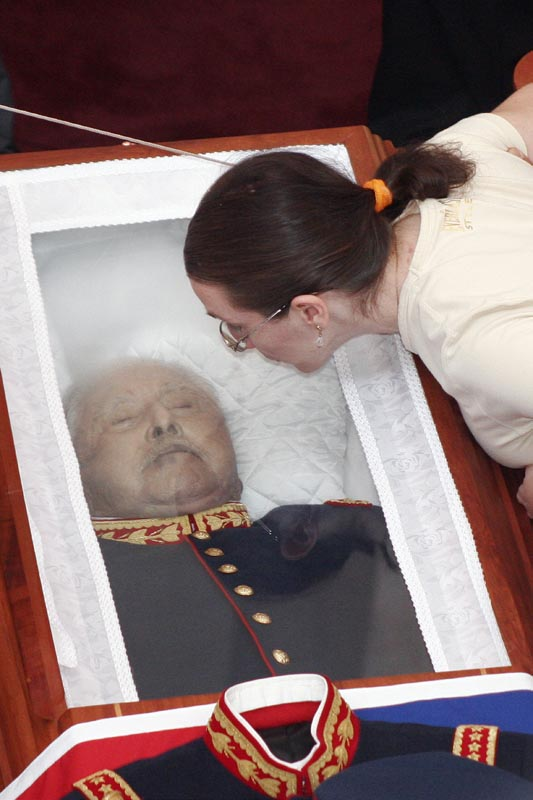
사망한 피노체트.

2006년 11월 25일, 피노체트의 91번째 생일에 피노체트는 자신의 지지자들에게 보낸 연설문에서 "나의 죽음이 다가오고 있는 오늘, 어느 누구에게도 원한은 없으며 무엇보다도 나의 조국을 사랑한다. 그동안 행해졌던 모든 것에 대해 내가 책임을 지겠노라"라고 전했다. 연설문은 그의 부인이 대독하였다.
그가 집에 연금되고 난 이후인, 2006년 12월 3일 아침, 피노체트에게 심장마비 증세가 찾아왔으며, 독실한 로마 가톨릭교회 교도인 피노체트는 그 날 사제에게 병자성사를 받았다. 12월 4일, 칠레 항소 법원은 그의 가택연금을 푼다는 명령을 내린다. 군병원에서 가족들이 지켜보는 가운데, 12월 10일 피노체트는 울혈성심부전으로 사망했다. 산티아고 중심가에서는 피노체트의 군부독재로 고통받아온 민중들의 대규모의 거리 시위 및 집회가 있었고, 한편 지지자들의 시위가 군병원 주위에서 있었다.
칠레 정부는 전임 대통령 사망 시 행해지는 국장은 없을 것이고 대신 전임 군사령관으로서의 군장(軍葬)을 치를 것이라고 밝혔다. 칠레 정부의 애도일 선포는 없었으며 다만 군대 병영에 조기를 내거는 것은 허락하였다. 당시 칠레 대통령 미첼레 바첼레트의 아버지 알베르토 바첼레트는 한때 피노체트의 1973년 쿠데타 이후 투옥되고 얼마지 않아 심장합병증으로 별세한 바 있다. 바첼레트 대통령은 "피노체트의 국장에 참여하는 것은 양심에 위배된다."고 말했다.
그의 화장은 2006년 12월 12일에 행해졌으며, 유해는 Parque del Mar 묘역에 묻혔다. 피노체트의 가족은 피노체트가 무덤에 대한 모욕과 파괴행위를 막기 위하여 화장을 원한다는 말을 남겼다고 전했다.

## 사후
피노체트 군부독재 시절 강압적인 신자유주의에 기반하여 제정되었던 피노체트 헌법은 극심한 불평등을 유발하여 비판을 받아왔으며, 2021년 칠레 제헌의회가 출범하여 새 헌법을 제정함에 따라 전면 폐기되었다.